# Margarethe Siems
Margarethe Siems (Breslavia, 20 dicembre 1879 – Dresda, 13 aprile 1952) è stata un soprano e pedagoga tedesca.
È ricordata soprattutto per la sua collaborazione con Richard Strauss, per il quale creò vari ruoli in alcune delle sue opere più importanti.

## Biografia
Nata nella provincia della Slesia, studiò inizialmente pianoforte e violino, per poi proseguire col canto al conservatorio di Dresda sotto la guida del soprano ungherese Aglaja Orgeni, a sua volta alunna di Pauline Viardot e Mathilde Marchesi. Il debutto arrivò nel 1902 al Nuovo Teatro Tedesco di Praga, nel ruolo di Margherita di Valois in Gli ugonotti, divenendo poi membro del Semperoper nel 1908. Fu qui che avvenne l'incontro con Richard Strauss, reduce dal successo di Salomè, che la scelse per creare i ruoli di: Crisotemi in Elettra (1909), la Marescialla in Il cavaliere della rosa (1911) e Zerbinetta nella prima versione di Arianna a Nasso (Stoccarda, 1912). Strauss la considerava la Marescialla ideale, ruolo che rimase il suo più grande successo e che portò anche a Covent Garden per la prima assoluta londinese dell'opera. 
Oltre che membro dell'opera di Dresda, fu anche docente al conservatorio di Berlino fra il 1920 e il 1926, continuando poi a insegnare a Breslavia e Dresda fino al 1940. Fra le sue pupille, il contralto Sigrid Onégin. Diede l'addio all'opera con un'ultima recita de Il cavaliere della rosa a Breslavia, nel 1925, ma continuò a esibirsi in concerti, spesso con il compositore e cantante Georg Hartmann, proveniente da Bad Landeck, dove la cantante trascorse gli ultimi anni di vita.
Nel 1937, divenne docente ordinaria del conservatorio di Breslavia, ma rifiutò di iscriversi al Partito Nazionalsocialista.
Fu investita dal titolo di Kammersängerin.

## Vita privata e morte
Mai sposatasi, ebbe una figlia adottiva, Ingeborg Siems, che le premorì, nel 1950, all'età di soli 37 anni per complicazioni dopo un intervento chirurgico.
Margarethe Siems morì due anni più tardi, e fu sepolta al Johannisfriedhof di Dresda.

## Vocalità e note artistiche
Voce tipica del soprano drammatico di coloratura, forte di vivaci virtuosismi e agilità ma al contempo ricca e sonora, fu grande interprete della scuola belcantistica (Lucia di Lammermoor) e mozartiana (Astrifiammante); la grande estensione vocale le permise di passare indisturbata per i ruoli drammatici verdiani (Aida, Amelia) e wagneriani (Sieglinde, Isotta), fino a ruoli scritti per mezzosoprano o sovente eseguiti da cantanti con tale tessitura (Adalgisa, Carmen). 

## Repertorio
| Ruolo                                 | Titolo                       | Autore           |
| ------------------------------------- | ---------------------------- | ---------------- |
| Elvira                                | La muta di Portici           | Auber            |
| Angela                                | Il domino nero               | Auber            |
| Adalgisa Norma                        | Norma                        | Bellini          |
| Elvira                                | I puritani                   | Bellini          |
| Carmen                                | Carmen                       | Bizet            |
| Lucia Ashton                          | Lucia di Lammermoor          | Donizetti        |
| Maria                                 | La figlia del reggimento     | Donizetti        |
| Astaroth                              | La regina di Saba            | Goldmark         |
| Margherita                            | Faust                        | Gounod           |
| Principessa Eudossia                  | L'ebrea                      | Halévy           |
| Isabella                              | Roberto il diavolo           | Meyerbeer        |
| Margherita di Valois Valentina        | Gli ugonotti                 | Meyerbeer        |
| Dinorah                               | Dinorah                      | Meyerbeer        |
| Costanza                              | Il ratto dal serraglio       | Mozart           |
| Contessa d'Almaviva Susanna           | Le nozze di Figaro           | Mozart           |
| Donna Anna Donna Elvira               | Don Giovanni                 | Mozart           |
| Pamina Regina della Notte             | Il flauto magico             | Mozart           |
| Frau Fluth                            | Le allegre comari di Windsor | Nicolai          |
| Olympia Antonia Giulietta             | I racconti di Hoffmann       | Offenbach        |
| Mimì                                  | La bohème                    | Puccini          |
| Cio-Cio-San                           | Madama Butterfly             | Puccini          |
| Rosina                                | Il barbiere di Siviglia      | Rossini          |
| Matilde d'Asburgo                     | Guglielmo Tell               | Rossini          |
| Adele                                 | Il pipistrello               | Strauss, Johann  |
| Crisotemi                             | Elettra                      | Strauss, Richard |
| La Marescialla                        | Il cavaliere della rosa      | Strauss, Richard |
| Zerbinetta                            | Arianna a Nasso              | Strauss, Richard |
| Filina                                | Mignon                       | Thomas           |
| Gilda                                 | Rigoletto                    | Verdi            |
| Leonora                               | Il trovatore                 | Verdi            |
| Violetta Valéry                       | La traviata                  | Verdi            |
| Amelia Oscar                          | Un ballo in maschera         | Verdi            |
| Aida                                  | Aida                         | Verdi            |
| Mrs. Alice Ford                       | Falstaff                     | Verdi            |
| Irene                                 | Rienzi                       | Wagner           |
| Elisabeth Venere                      | Tannhäuser                   | Wagner           |
| Freia                                 | L'oro del Reno               | Wagner           |
| Gerhilde Helmwige Sieglinde Waltraute | La Valchiria                 | Wagner           |
| Isotta                                | Tristano e Isotta            | Wagner           |
| Uccellino del bosco                   | Sigfrido                     | Wagner           |
| Terza Norna                           | Il crepuscolo degli dei      | Wagner           |
| Agata                                 | Il franco cacciatore         | Weber            |
| Rezia                                 | Oberon                       | Weber            |
| Rosaura                               | Le donne curiose             | Wolf-Ferrari     |